# Gerhard Böhmer (Agrarwissenschaftler)
Gerhard Böhmer (* 8. Oktober 1879 in Albrechtsdorf, Kreis Preußisch Eylau, Ostpreußen; † nach 1921) war ein deutscher Agrarwissenschaftler.

## Werdegang
Nach dem Abitur 1899 am Friedrichs-Gymnasium in Gumbinnen, studierte er von 1899 bis 1902 Landwirtschaft an der Universität Königsberg, das er 1902 mit der Prüfung zum Landwirtschaftslehrer abschloss. Nach kurzer Anstellung daselbst als Assistent am landwirtschaftlich-physiologischen Institut, war er 1903/04 Assistent am Landwirtschaftlichen Institut der Universität Gießen, wo er 1904 mit einer Arbeit über die Bonitierung der Braugerste promovierte. 1904/05 leistete er einjährigen Militärdienst.
1909 habilitierte er sich mit einer Schrift über die Systematik des Hafers. Ab 1911 war er bei der Landwirtschaftskammer für die Provinz Sachsen Vorsteher der Abteilung für Landeskultur und Versuchswesen und habilitierte sich 1913 nach Halle um. Sein Interesse galt vor allem dem Hafer und der Runkelrübe sowie der Bekämpfung von Unkräutern und Fragen der Düngung.
Ab 1914 nahm er am Ersten Weltkrieg teil, wo er 1918 mit dem Eiserne Kreuz I. Klasse und der Großherzoglich Hessischen Tapferkeitsmedaille ausgezeichnet wurde.
1919 verließ er die Landwirtschaftskammer auf und hielt ab 1920 Vorlesungen über besonderen Pflanzenbau an der Landwirtschaftlichen Hochschule Berlin. Im November 1921 wechselte er als stellvertretender Hauptgeschäftsführer zur Landwirtschaftskammer für die Provinz Brandenburg in Berlin und gab die Lehrtätigkeit auf.

## Quelle
- Eintrag zu Gerhard Böhmer im Catalogus Professorum Halensis

| Personendaten    | Personendaten                                    |
| ---------------- | ------------------------------------------------ |
| NAME             | Böhmer, Gerhard                                  |
| KURZBESCHREIBUNG | deutscher Agrarwissenschaftler                   |
| GEBURTSDATUM     | 8. Oktober 1879                                  |
| GEBURTSORT       | Albrechtsdorf, Kreis Preußisch Eylau, Ostpreußen |
| STERBEDATUM      | nach 1921                                        |